# جک بروتون
جک بروتون (به انگلیسی: Jack Bruton) بازیکن فوتبال زادهٔ ۲۱ نوامبر ۱۹۰۳ اهل انگلستان که سابقهٔ بازی در تیم ملی فوتبال انگلستان را در کارنامهٔ خود دارد. وی در تاریخ ۱۷ مه ۱۹۲۸ نخستین بازی ملی خود را در مقابل تیم ملی فوتبال فرانسه انجام داد و با حضور در ۳ بازی ملی، در تاریخ ۱۳ آوریل ۱۹۲۹ واپسین بازی ملی‌اش را در برابر تیم ملی فوتبال اسکاتلند برگزار کرد.